# Insectotròpics
Insectotròpics és una companyia artística creada l'any 2011 a Barcelona.

## Espectacles
- Març de 2012: presenten el seu primer espectacle "La Caputxeta Galàctica"[1] a Barcelona que va ser acollit positivament. A consceqüència d'això, l'Ajuntament de Barcelona els va demanar una adaptació infantil d'aquest que va ser presentat al festival Món Llibre.
- Setembre de 2013: estrenen "Bouazizi",[2] un espectacle que va comptar amb la co-producció de Fira de Tàrrega i TNT – CAET Terrassa.
- Desembre de 2013: gala de la Nit de Santa Llúcia[3] que va comptar amb la col·laboració del coreògraf Pere Faura, l'escenògraf Jordi Queralt i el dramaturg Esteve Soler.
- Setembre 2015: estrena de "Compra'm"[4] que va ser la inauguració de la Fira de Tàrrega